# هالینگتون
هالینگتون (به انگلیسی: Hallington) یک روستا و محله مدنی در بریتانیا است که در لیندسی شرقی واقع شده‌است.